# Анализ бесконечно малых
Анализ бесконечно малых — историческое название математического анализа, раздела высшей математики, изучающего пределы, производные, интегралы и бесконечные ряды, и составляющего важную часть современного математического образования. Состоит из двух основных частей: дифференциального исчисления и интегрального исчисления, которые связаны между собой формулой Ньютона — Лейбница.

## Античность

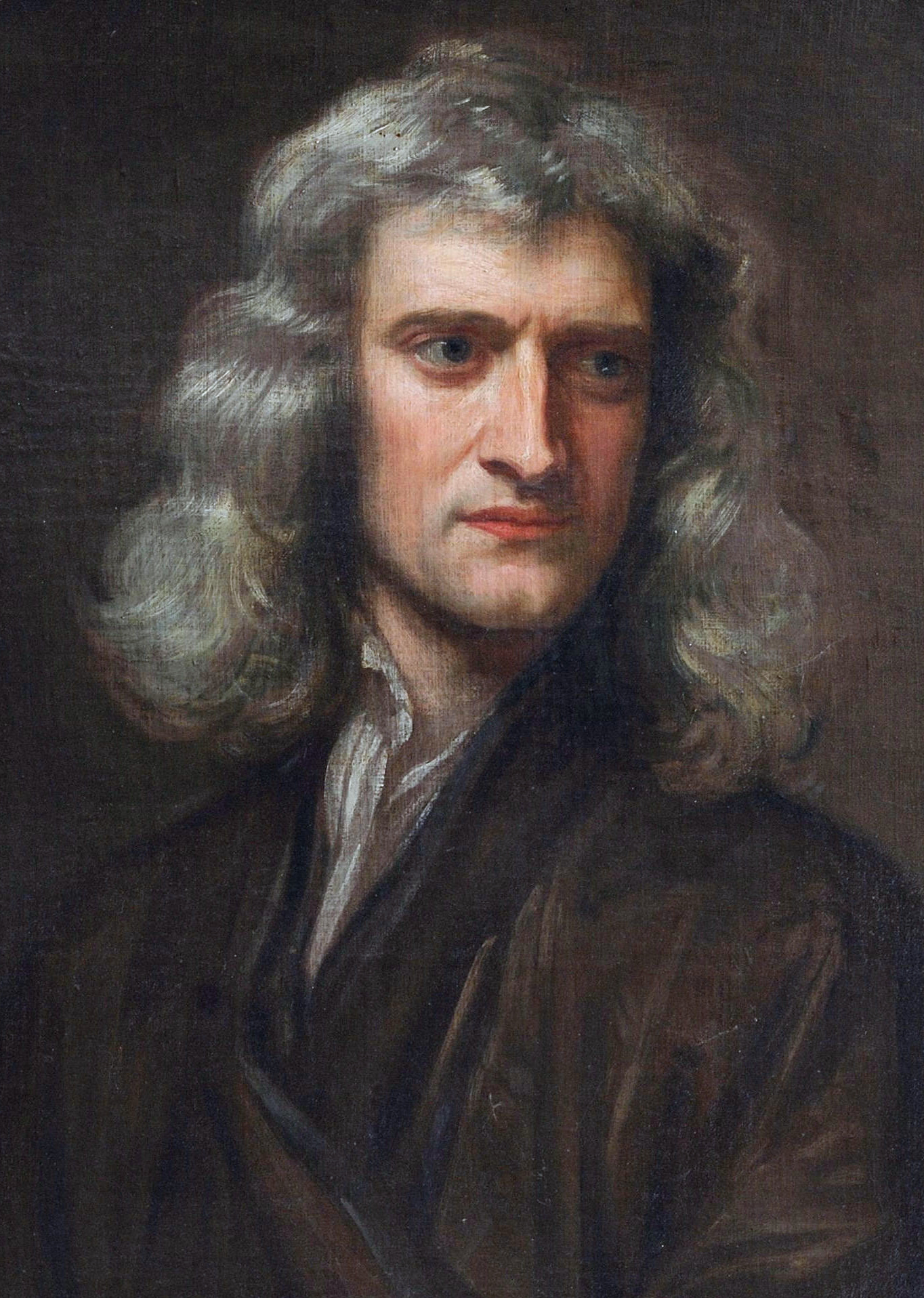
Исаак Ньютон разработал исчисление для использования в своих законах движения и гравитации.

В античный период появились некоторые идеи, которые в дальнейшем привели к интегральному исчислению, но в ту эпоху эти идеи не были развиты строгим, систематическим образом. Расчёты объёмов и площадей, являющиеся одной из целей интегрального исчисления, можно найти в московском математическом папирусе из Египта (ок. 1820 до н. э.), но формулы являются скорее инструкциями, без каких-либо указаний на метод, а некоторые просто ошибочны. В эпоху греческой математики Евдокс (ок. 408—355 до н. э.) для вычисления площадей и объёмов использовал метод исчерпывания, который предвосхищает понятие предела, а позже эту идею дальше развил Архимед (ок. 287—212 до н. э.), изобретя эвристики, которые напоминают методы интегрального исчисления. Метод исчерпывания позже изобрёл в Китае Лю Хуэй в III веке нашей эры, который он использовал для вычисления площади круга. В V нашей эры Цзу Чунчжи разработал метод вычисления объёма шара, который позже назовут принципом Кавальери.

## Средневековье
В XIV веке индийский математик Мадхава Сангамаграма и астрономо-математическая школа Керала ввели многие компоненты исчисления, такие как ряды Тейлора, аппроксимацию бесконечных рядов, интегральный признак сходимости, ранние формы дифференцирования, почленное интегрирование, итерационные методы для решения нелинейных уравнений и определение того, что площадь под кривой является её интегралом. Некоторые считают, что «Юктибхаза» (Yuktibhāṣā) является первым трудом по математическому анализу.

## Современная эпоха
В Европе основополагающим трудом стал трактат Бонавентура Кавальери, в котором он утверждал, что объёмы и площади могут быть рассчитаны как суммы объёмов и площадей бесконечно тонкого сечения. Идеи были похожи на то, что изложил Архимед в работе «Метод», но этот трактат Архимеда был утерян до первой половины XX века. Работа Кавальери не была признана, так как его методы могли привести к ошибочным результатам, и бесконечно малым величинам он создал сомнительную репутацию.
Формальное исследование исчисления бесконечно малых, которое Кавальери соединил с исчислением конечных разностей, проводилось в Европе примерно в это же время. Пьер Ферма, утверждая, что он заимствовал это из Диофанта, ввёл понятие «квази-равенства» (англ. adequality), которое представляло собой равенство с точностью до бесконечно малой ошибки. Большой вклад внесли также Джон Валлис, Исаак Барроу и Джеймс Грегори. Последние два около 1675 года доказали вторую фундаментальную теорему исчисления.
Исааком Ньютоном были введены правило произведения и правило цепочки, понятие производных высших порядков, ряды Тейлора и аналитические функции в своеобразных обозначениях, которые он использовал при решении задач математической физики. В своих публикациях Ньютон перефразировал свои идеи в соответствии с математическим языком того времени, заменяя вычисления бесконечно малых посредством других равнозначных форм геометрических представлений, которые считались безупречными. Он использовал методы исчисления для решения проблем движения планет, форм поверхностей вращающейся жидкости, сплюснутости Земли, скольжении груза по циклоиде и многих других проблем, которые он изложил в своём труде Математические начала натуральной философии (1687). В другой работе он разработал разложение функций в ряд, в том числе с использованием дробных и иррациональных степеней, и было ясно, что он понял принципы рядов Тейлора. Не все свои открытия он публиковал, поскольку в то время методы бесконечно малых имели сомнительную репутацию.

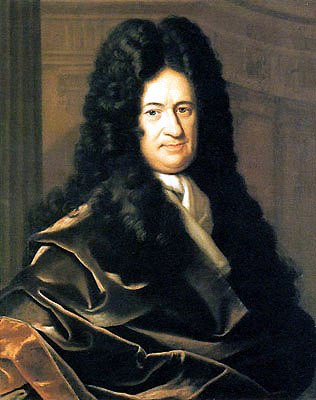
Готфрид Вильгельм Лейбниц первым опубликовал результаты по разработке методов исчисления.

Эти идеи были систематизированы в истинное исчисление бесконечно малых Готфридом Вильгельмом Лейбницем, который первоначально был обвинён Ньютоном в плагиате. В настоящее время он рассматривается как независимый изобретатель и разработчик исчисления. Его вклад заключается в разработке чётких правил для работы с бесконечно малыми величинами, позволяющих вычисление производных второго и более высоких порядков, а также в разработке правила произведения и правила цепочки в их дифференциальной и интегральной формах. В отличие от Ньютона, Лейбниц уделял большое внимание формализму, часто затрачивая многие дни для выбора подходящих символов для конкретных понятий.
Изобретение исчисления обычно приписывают обоим, и Лейбницу и Ньютону. Ньютон первым применил исчисление к общей физике, а Лейбниц разработал большую часть обозначений, используемых в исчислении сегодня. Основная проницательность, которую проявили как Ньютон, так и Лейбниц, заключалась в открытии законов дифференцирования и интегрирования, введении производных второго и более высоких порядков и введении понятия аппроксимации полиномов рядами. Во времена Ньютона основная теорема исчисления была уже известна.
Когда Ньютон и Лейбниц впервые опубликовали свои результаты, в то время не было серьёзных разногласий по поводу приоритета математика (а, следовательно, и страны) на это новшество. Ньютон получил свои результаты первым, но Лейбниц первым опубликовал свои. Позже Ньютон стал утверждать, что Лейбниц украл его идеи из неопубликованных заметок, которыми Ньютон поделился с несколькими членами Королевского общества. Эта полемика отделяла англоговорящих математиков от своих континентальных коллег на протяжении многих лет, в ущерб английской математике. Тщательное изучение работ Лейбница и Ньютона показало, что они получили свои результаты независимо друг от друга, Лейбниц начинал с интегрирования, а Ньютон с дифференцирования. Сегодня разработка исчисления засчитывается как Ньютону, так и Лейбницу. Название новой дисциплины мы получили от Лейбница. Ньютон называл своё исчисление «методы производных».
Со времён Лейбница и Ньютона многие математики внесли свой вклад в дальнейшее развитие исчисления. Одной из первых наиболее полных работ по анализу конечных и бесконечно малых была книга, написанная в 1748 году Марией Гаэтаной Аньези.

## Основания

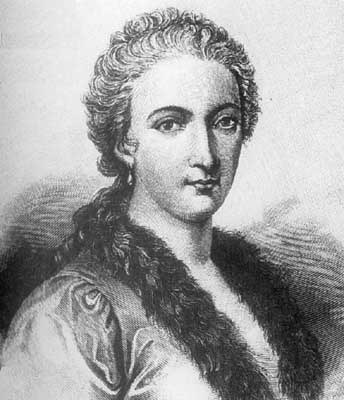
Мария Гаэтана Аньези

В математике основания относятся к строгому определению предмета, отталкиваясь от точных аксиом и определений. На начальном этапе развития исчисления использование бесконечно малых величин считалось нестрогим, оно подвергалось жёсткой критике рядом авторов, в первую очередь Мишелем Роллем и епископом Беркли. Беркли превосходно описал бесконечно малые как «призраки умерших количеств» в своей книге «The Analyst» в 1734 году. Разработка строгих основ для исчисления заняло математиков на протяжении более столетия после Ньютона и Лейбница, и до сих пор сегодня в некоторой степени является активной областью исследований.
Несколько математиков, в том числе Маклорен, пытались доказать обоснованность использования бесконечно малых, но это удалось сделать только 150 лет спустя трудами Коши и Вейерштрасса, которые наконец-то нашли средства, как уклониться от простых «мелочёвок» бесконечно малых величин, и были положены начала дифференциального и интегрального исчисления. В трудах Коши мы находим универсальный спектр основополагающих подходов, в том числе определение непрерывности в терминах бесконечно малых и (несколько неточный) прототип (ε, δ)-определения предела в определении дифференцирования. В своём труде Вейерштрасс формализует понятие предела и устраняет бесконечно малые величины. После этого труда Вейерштрасса общей основой исчисления стали пределы, а не бесконечно малые величины. Бернхард Риман использовал эти идеи, чтобы дать точное определение интеграла. Кроме того, в этот период идеи исчисления были обобщены на евклидово пространство и на комплексную плоскость.
В современной математике основы исчисления включаются в раздел вещественного анализа, который содержит полные определения и доказательства теорем исчисления. Сфера исследований исчисления стала значительно шире. Анри Лебег разработал теорию мер множества и использовал её для определения интегралов от всех функций, кроме самых экзотических. Лоран Шварц ввёл в рассмотрение обобщённые функции, которые можно использовать для вычисления производных любой функции вообще.
Введение пределов определило не единственный строгий подход к основанию исчисления. Альтернативой может быть, например, нестандартный анализ Абрахама Робинсона. Подход Робинсона, разработанный в 1960-е годы, использует технические средства из математической логики для расширения системы вещественных чисел бесконечно малыми и бесконечно большими числами, как это было в исходной концепции Ньютона-Лейбница. Эти числа, называемые гипердействительными, можно использовать в обычных правилах исчисления, подобно тому, как это делал Лейбниц.

## Важность
Хотя некоторые идеи исчисления ранее были разработаны в Египте, Греции, Китае, Индии, Ираке, Персии и Японии, современное использование исчисления началось в Европе в XVII веке, когда Исаак Ньютон и Готфрид Вильгельм Лейбниц построили на базе работ предшествующих математиков его основные принципы. Развитие исчисления было основано на более ранних концепциях мгновенного движения и площади под кривой.
Дифференциальное исчисление применяется в расчётах, связанных со скоростью и ускорением, углом наклона кривой и оптимизацией. Применение интегрального исчисления включает расчёты с участием площадей, объёмов, длин дуг, центров масс, работы и давления. Более сложные приложения включают расчёты степенных рядов и рядов Фурье.
Исчисление[уточнить] также используется для получения более точного представления о природе пространства, времени и движения. Веками математики и философы боролись с парадоксами, связанными с делением на ноль или нахождением суммы бесконечного ряда чисел. Эти вопросы возникают при изучении движения и вычислении площадей. Древнегреческий философ Зенон Элейский дал несколько известных примеров таких парадоксов. Исчисление предоставляет инструменты для разрешения этих парадоксов, в частности, пределы и бесконечные ряды.

## Пределы и бесконечно малые величины
Бесконечно малые величины можно рассматривать как числа, но всё-таки они «бесконечно малые». Бесконечно малое число dx больше 0, но меньше, чем любое из чисел в последовательности 1, 1/2, 1/3, … и меньше, чем любое положительное вещественное число. Взятая кратное число раз, бесконечно малая по-прежнему остаётся бесконечно малой, то есть бесконечно малые не удовлетворяют аксиоме Архимеда. С этой точки зрения исчисление представляет собой набор методов для работы с бесконечно малыми. Такой подход не стал поддерживаться в XIX веке, потому что трудно было представить понятие бесконечно малой точным. Тем не менее, концепция была возрождена в XX веке с появлением нестандартного анализа и гладкого анализа бесконечно малых, который обеспечил прочную основу для манипуляции бесконечно малыми.
В XIX веке бесконечно малые были заменены пределами. Пределы описывают значение функции для некоторого входа с точки зрения его значения для соседнем входа. Они охватывают мелкомасштабные изменения, подобно как бесконечно малым, но используются для обычной системы вещественных чисел. В этой трактовке исчисление представляет собой набор методов для манипуляции некоторыми пределами. Бесконечно малые заменяются на очень небольшие числа, а бесконечно малые изменения функции находятся путём принятия предельного поведения при всё меньших и меньших числах. Пределы являются самым лёгким способом создать строгую основу для исчисления, и по этой причине они приняты в качестве стандартного подхода.

## Нотация Лейбница
Введённые Лейбницем обозначения для производной выглядят так:
{\displaystyle {\begin{aligned}y&=x^{2}\\{\frac {dy}{dx}}&=2x.\end{aligned}}}
В ньютоновском подходе, основанном на пределах, символ {\displaystyle dy/dx} следует интерпретировать не как частное от деления двух чисел, а как сокращённое обозначение для вычисленного выше предела. Лейбниц же стремился представить его как отношение двух бесконечно малых чисел: {\displaystyle dy} — дифференциала, то есть бесконечно малого изменения {\displaystyle y}, и {\displaystyle dx} — бесконечно малого изменения {\displaystyle x}, вызвавшего изменение {\displaystyle y}.
Даже при представлении исчисления с использованием пределов, а не бесконечно малых, обозначение является общим для манипулирования символами, как если бы {\displaystyle dx} и {\displaystyle dy} были реальными числами. Хотя, чтобы избежать подобных манипуляций, такие обозначения иногда удобно использовать в выражении операции, как, например, это применяется при обозначении полной производной.